# تحليل فني
التحليل الفني Technical Analysis هو دراسة الاتجاه الماضي لسعر السهم وكمية تداوله، لمحاولة التنبؤ باتجاهه المستقبلي ويتم استخدام برامج مختصة في تحويل تغيرات الأسعار إلى مخططات بيانية تربط السعر بالزمن. ويستعمل التحليل الفني بشكل واسع بين المتداولين ومحترفي المضاربة. وهو فن وليس علم كما يظن البعض. ولكن عيب هذا الفن انه يعتمد على التوقعات ويرجع البعض انتشار التحليل الفني إلى سهولة تعلمه.
ابتدأ التحليل الفني في العصر الحديث لقراءة التغييرات حول أسعار العملات وهدفه المساعدة في فهم المنطق ما وراء التداول. عند فهم التحليل الفني بشكل جيد يساعد التاجر أو المستثمر في خياراته وقراراته عند التداول، فهو يساعد في إنشاء أو بناء نظام منطقي واستراتيجية منظمة. عن طريق دراسة السعر يساعد التحليل التقني بتطوير نمط لطريق التداول بمساعدة الرسوم البيانية.
وتساعد المخططات البيانية المتداولين في اختيار نقاط الشراء المناسبة، ونقاط البيع أو الهروب. فمن المناسب لمتداول الأسهم أن يشتري السهم بأخفض سعر ممكن ويبيعه بأعلى سعر ممكن. ومن خلال المخطط البياني يسعى المتادولون إلى شراء الأسهم في أقرب مكان إلى قاع المخطط البياني وبيعها في أعلى نقطة ممكنة من ذلك المخطط، ثم معاودة الشراء في السعر المنخفض ثانية والبيع عند الأسعار الأعلى.. وهكذأعلى حد زعمهم.
لذلك فلا يهتم التحليل الفني عموماً بأداء الشركة أو أرباحها، فالمتداولون إنما يعتمدون على التحليل الفني للعثور على أنماط محددة، منها ما يسمى: خطوط الدعم والمقاومة، والمثلثات، والقيعان المزدوجة، والقمم المزدوجة، والرأس والكتفين وغيرها. وهذه الأنماط تعد مؤشرات تنبه المتداول إلى مرور السهم بمنطقة سعرية حرجة، تؤدي غالباً إلى تغير في الاتجاه.
كما يعتمد المتداولون على معدلات التحرك الوسطية، والمؤشرات التقنية مثل MACD ،RSI.

## التاريخ
استُمدت مبادئ التحليل الفني من بيانات الأسواق المالية عبر مئات السنين. بدأت بعض جوانب التحليل الفني في الظهور في حسابات الأسواق المالية الخاصة بالتاجر المقيم في أمستردام جوزيف دي لا فيغا في القرن السابع عشر. في آسيا، يقال إن التحليل الفني وسيلة طورها هوما مونهيسا خلال مطلع القرن الثامن عشر، وتطورت بعدها إلى استخدام الشموع اليابانية التي أصبحت اليوم إحدى أدوات استخدام الرسوم البيانية في التحليل الفني. خلال عشرينات القرن العشرين وثلاثينياته، نشر ريتشارد شابكر عدة كتب واصلت عمل كل من تشارلز دو وويليام بيتر هاميلتون في كتبهم سوق الأوراق المالية النظرية والتطبيق، وكتاب التحليل الفني للسوق. في 1948، نشر روبرت إدواردز وجون ماجي كتاب التحليل الفني لاتجاهات الأوراق المالية الذي اعتبره الكثيرون واحدًا من الأعمال التأسيسية في المجال. يختص الكتاب حصريًا بتحليل الاتجاه وأنماط الرسم البياني، وما زال الكتاب مستخدماً حتى الآن. انحصر دور المحللين الفنيين الأوائل بالكاد على تحليل الرسومات البيانية لعدم توفر قدرات المعالجة الحاسوبية لدرجة استخدامها في التحليل الإحصائي. تشير التقارير إلى أن تشارلز دو استحدث صيغة للتحليل باستخدام الرسم البياني الشكلي.
تستند نظرية دو على الكتابات المجمعة للشريك المؤسس ورئيس تحرير دو جونز وتشارلز دو، ألهمت النظرية الكثيرين لاستخدام التحليل الفني الحديث وتطويره في نهاية القرن التاسع عشر. تشمل قائمة الرواد الآخرين لأساليب التحليل رالف نيلسون إليوت وويليام ديلبيرت جان وريتشارد فيكوف الذين طوروا أساليبهم الخاصة في القرن العشرين.

## الخصائص
يوظف التحليل الفني النماذج وقوانين التجارة المستندة على السعر وتحولات حجم الأعمال -مثل مؤشر القوة النسبية أو المتوسط المتحرك أو الانحدار أو علاقات الترابط داخل السوق أو بين الأسواق أو دورات الأعمال أو دورات سوق الأسهم أو بشكل كلاسيكي- من خلال التعرف على أنماط الرسم البياني.
يتناقض التحليل الفني مع أسلوب التحليل الأساسي في تحليل الأوراق المالية. في المعادلة الأساسية إم = بي/إي  M = P/E. التحليل الفني هو فحص المتغير إم M أو المتعدد. يقيس المتعدد الأمور المتعلقة بعلم النفس، على سبيل المثال حد الرغبة في البيع أو الشراء. يقيس أيضًا المتعدد القدرة على الدفع، على سبيل المثال لا يمكن للسوق المتجهة نحو الصعود إن كانت منهكة أن تجعل السوق أعلى، ولا يمكن للسوق المتجهة نحو الهبوط إن كانت غنية أن تفعل ذلك أيضًا. يحلل التحليل الفني السعر وعلم النفس وتدفق المال وبقية معلومات السوق، بينما يراقب التحليل الأساسي بيانات الشركة والسوق والعملة والسلع. تضم معظم شركات السمسرة الكبيرة أو المجموعات التجارية أو المؤسسات المالية فريقًا مختصا بالتحليل الفني وآخر للتحليل الأساسي.
أهمل الأكاديميون التحليل الفني في ستينيات القرن العشرين وسبعينياته. في مراجعة حديثة، أقر إيروين وبارك أن 56 من أصل 95 دراسة حديثة وجدت أنه يخلق نتائج إيجابية، ولكن من الملاحظ أن الكثير من النتائج الإيجابية شُكك في صحتها بسبب مشاكل مثل تحريف البيانات، لذا فالدلائل الداعمة للتحليل الفني ليست حاسمة. ما يزال العديد من الأكاديميين يعتبرونه علمًا زائفًا. يزعم الأكاديميون أمثال يوجين فاما أن الدليل على التحليل الفني غير متماسك ويتناقض مع الصيغة الضعيفة لفرضية كفاءة السوق. يستوعب المستخدمون أنه حتى لو أن التحليل الفني لا يستطيع التنبؤ بالمستقبل، فإنه يساعد في التعرف على الاتجاهات والميول وفرص التجارة.
بينما أشارت بعض الدراسات المنفصلة إلى أن قواعد التجارة التقنية قد تقود إلى عائدات ثابتة في الفترة ما قبل 1987. ركزت معظم الأعمال الأكاديمية على الطبيعة الشاذة لسوق التبادل الأجنبي. خُمِّن أن هذا الشذوذ يرجع إلى عدم تدخل البنك المركزي، وهو ما يبدو واضحًا أن التحليل الفني ليس مصممًا للتنبؤ به. اقترح بحث حديث أن دمج إشارات التجارة المتنوعة داخل وسيلة إشارة مشتركة قد يكون قادرًا على زيادة الربحية وتقليل الاعتماد على أي قاعدة منفردة.

## المبادئ

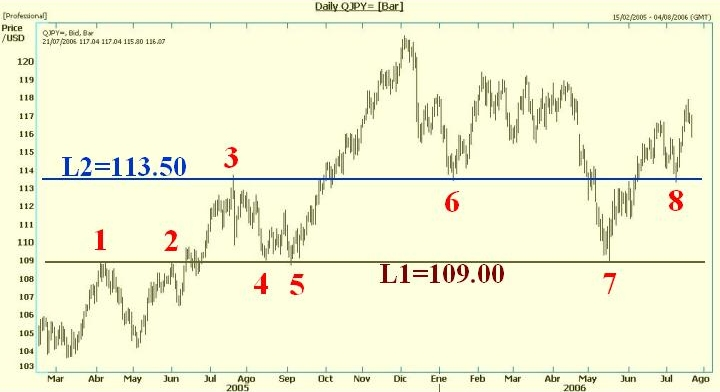
مخطط أوراق مالية يظهر مستويات الدعم (4، 5، 6، 7، 8) والمقاومة (1، 2، 3). تميل مستويات المقاومة إلى التحول إلى مستويات دعم والعكس صحيح.

أحد المبادئ الجوهرية للتحليل الفني هو أن سعر السوق يعكس جميع المعلومات المرتبطة التي تؤثر في ذلك السوق. لذا يدقق المحلل الفني في تاريخ السهم أو نمط متاجرة السلعة بدلًا من العوامل الخارجية مثل الأحداث التجارية والأحداث الأساسية والأحداث الإخبارية. من المُعتقد أن حركة السعر تميل نحو تكرار نفسها نتيجة للسلوك الجمعي والنمطي للمستثمرين؛ وبالتالي يركز التحليل الفني على الاتجاهات والظروف المميزة للسعر.

### السوق يقتطع كل شيء
استنادًا إلى فرضية انعكاس جميع المعلومات المرتبطة بواسطة الأسعار، يؤمن المحللون الفنيون بضرورة فهم ما يظنه المستثمرون بشأن تلك المعلومات، المعروفة والملموسة.

### الأسعار تتحرك في اتجاهات
يؤمن المحللون الفنيون بأن الأسعار تأخذ اتجاهات معينة، على سبيل المثال، للأعلى أو للأسفل أو على الجانبين (مستوية) أو بشكل مركب. وُضع التعريف الأساسي لاتجاه السعر من خلال نظرية دو.
مثال على سهم اتخذ اتجاهاً واضحاً، وهو إيه أو إل AOL في الفترة من نوفمبر 2001 حتى أغسطس 2002. قد يبحث المحلل الفني أو متابع الاتجاه المتعرف على هذا الاتجاه عن فرص لبيع السهم. أخذ سعر إيه أو إل في الانخفاض باستمرار. في كل مرة يرتفع السهم، يدخل البائعون السوق ويبيعون السهم، وبالتالي يتحرك السعر في مسار متعرج. تُعد سلسلة انخفاض عدد الأسهم -التي تبلغ أعلى قيمة أو تلك البالغة أدنى قيمة لها- دليلاً واضحاً على الأسهم في اتجاه منخفض. بعبارة أخرى، في كل مرة ينخفض فيها السهم، يقع أسفل سعره المنخفض سابقًا. كل مرة يتحرك فيها السهم لأعلى، قد لا يصل إلى نفس المستوى لسعره المرتفع نسبيًا في السابق.
بملاحظة أن تعاقب انخفاض عدد الأسهم التي تبلغ أعلى قيمة أو أدنى قيمة لها لم يبدأ حتى أغسطس، حققت إيه أو إل سعرًا منخفضًا، ولكنه لم يهبط دون السعر المنخفض نسبيًا في وقت باكر من الشهر. في وقت لاحق من نفس الشهر، حقق السهم أعلى قيمة له مساوية للقيمة الأعلى الحادثة مؤخرًا. في هذه الحالة، قد يرى الفني المختص دلائل قوية على أن الاتجاه المنخفض على الأقل ينقطع وربما ينتهي، وربما يتوقف المختص عمليًا عن بيع السهم في هذه النقطة.

### التاريخ يميل إلى تكرار نفسه
يؤمن المحللون الفنيون أن المستثمرين يكررون بشكل جمعي سلوك المستثمرين الذين سبقوهم.
بالنسبة للفني المختص، قد تكون المشاعر في السوق أمرًا غير منطقي، ولكنها موجودة بالفعل. يرجع ذلك إلى أن سلوك المستثمر يكرر نفسه عادة. يؤمن الفنيون أن أنماط السعر المتعارف عليها والمتنبأ بها سوف تظهر على الرسم البياني. قد يمكّن التعرف على تلك الأنماط الفنيَّ من اختيار التجارة صاحبة احتمالية النجاح الأعلى.
التحليل الفني ليس محدودًا بالرسم البياني، ولكنه دائمًا ما يأخذ اتجاهات السعر في عين الاعتبار. على سبيل المثال، يراقب الكثير من الفنيين استطلاعات الرأي الخاصة بشعور المستثمرين. تقيس تلك الاستطلاعات سلوك المساهمين في السوق، بالتحديد ما إذا كانوا متجهين للصعود أم للانخفاض. يستخدم الفنيون تلك الاستطلاعات لمساعدتهم على تحديد ما إذا كان الاتجاه السائد سيستمر أم أن انقلابًا سوف يحدث، في الغالب يتوقعون حدوث تغير عندما تشير الاستطلاعات إلى مشاعر متطرفة لدى المستثمرين. تعتبر الاستطلاعات التي تظهر اتجاهاً ساحقاً نحو الصعود -على سبيل المثال- دليلًا على أن الاتجاه نحو الارتفاع قد ينعكس. تشير الفرضية إلى أنه إذا كان معظم المستثمرين يتجهون نحو الصعود فهم بالفعل قد اشتروا السوق متوقعين أسعارًا أعلى. ولأن معظم المستثمرين يميلون نحو الصعود، نفترض آنذاك بقاء مشترين قليلين. يتسبب ذلك في وجود بائعين محتملين أكثر من المشترين، على الرغم من الشعور بالاتجاه نحو الصعود. يقترح ذلك أن الأسعار ستتجه نحو الهبوط، وهو ما يعد مثالًا على الاستثمار بالاتجاه المعاكس.

## الفلسفة والأسس
يركز المحلل الفني بشكل رئيسي على حركة السوق (السعر الحالي، ومسار أو اتجاه السعر في الماضي)، لمحاولة اكتشاف نمط أو قانون لهذا التغير يساعد في توقع ما سيكون عليه السعر في المستقبل. ومحاولة التنبؤ باتجاه السعر المستقبلي لا تستهدف فقط تحقيق الأرباح؛ وإنما وضع سياسات تداول كفيلة بتقليل مخاطر السوق. تعتبر نقاط وقف الخسائر «بأنواعها المختلفة» واحدة من المزايا التي ينفرد به التحليل الفني عن الوسائل الأخرى في أسواق الأوراق المالية، وذلك بما تحمله هذه الوسيلة من خلال إستراتيجية إدارة الأموال من فائدة كبيرة تساعد المستثمر على حماية رأس ماله من مخاطر السوق ومحاولة تقليل تلك المخاطر بقدر ما يمكن.
يمكن تلخيص أبرز اسس التحليل الفني إلى:
- قوى العرض والطلب هي الوحيدة المسئولة عن تحديد الاتجاه.
- بمجرد تأكد الاتجاه فإنه يميل إلى الاستمرار حتى يثبت العكس.
- التاريخ يعيد نفسه.

وتقوم فلسفة التحليل الفني على أسس منها:
- القيمة السوقية للسهم تتحدد على أساس قوى العرض والطلب.
- تحكم العرض والطلب عوامل متعددة، بعضها رشيد والبعض الآخر غير رشيد.
- يعطي السوق وزنًا لكل متغير من المتغيرات التي تحكم العرض والطلب.
- تميل أسعار الأسهم إلى الاستمرار في اتجاه معين ولفترة طويلة.
- التغير في اتجاه أسعار الأسهم يرجع في الأساس إلى تغير في العلاقة بين الطلب والعرض.

## التحليل الفني أم التحليل الأساسي أفضل
يقوم التحليل الفني على دراسة تحركات السعر وعلاقات السعر والحجم مع الزمن، من ثم فإن الأداة الأساسية للمحلل الفني هي الرسم البياني. ويتشكل الرسم البياني من التقلبات في السعر في الأساس والحجم خلال الزمن وهو ما يساعد في توقع كيفية تحرك أسعار العملات في السوق. ويعتمد المتداول على التحليل الفني للخرائط السعرية فهو لا يميل لأن يكون معقداّ وهناك الكثير من المتداولين الذين يقوم بالتحليل من هذا النوع بأنفسهم.
التحليل الأساسي يعتمد على دراسة العوامل الاقتصادية ومدى تأثيرها على العملة الوطنية الخاصة في الدولة. عادة ما تكون الاحداث المشيرة للتغيير متعلقة في الوقت والتاريخ منها المتوقع ومنها غير القابل للتوقع، مثل الحروب والكوارث وغيرها من الأحداث التي لا يمكن السيطرة عليها. بطبيعة الحال.يعتمد التحليل الأساسي على البيانات الاقتصادية المفرج عنها والتي لها علاقة في البطالة والأسعار والعمالة وغيرها.
التحليل الأساسي يعتمد على الاخبار التي تأتي من منصات التداول بالبورصات والأسواق المالية بكافة أنواعها.و مؤشرات الإنتاج ومؤشرات الدورات التجارية وومعدلات التضخم ومؤشرات السياسة المالية والسياسة النقدية وغيرها من المؤشرات الاقتصادية المجتمعة عند التحليل الأساسي. جميع البيانات في التحليل من هذا النوع يتم ترتيبها بحسب قدرة تأثيرها على الأسواق.
بما ان التحليل يحتوي على عدة عوامل ويعتمد على البيانات الاقتصادية المتعددة فهو بمثل التحليل التقني والفني، مهم واساسي عند اتخاذ القرارات التداولية.